# 夜 (小説)
『夜』（よる、英: Night）は、第二次世界大戦末期のヨーロッパで、ナチス・ドイツのアウシュビッツ強制収容所とブーヘンヴァルト強制収容所で1944年から1945年の間にエリ・ヴィーゼルが父親と体験したホロコーストの記憶を綴った1960年の自伝的小説である。本書で、
ヴィーゼルは故郷のシゲトでナチスが設けたゲットーでの生活から、いくつもの強制収容所への移住までの出来事を述懐する。この間、ヴィーゼルの父親が収容所で日々衰弱していくにつれ通常の親子関係は逆転し、当時10代のヴィーゼルが父親の世話をしなければならなくなった。ヴィーゼルの父親は、赤痢および打撲によって1945年1月に死去し、火葬場へ送られた。本書は、1945年4月に米軍がブーヘンヴァルトを解放する場面で終わる。
戦後、ヴィーゼルはパリに移住し、1954年、自分の経験を綴った862ページに及ぶイディッシュ語の原稿を完成させた。この原稿は、245ページの書籍『そして世界は沈黙を守った』（Un di velt hot geshvign）としてアルゼンチンで出版された。小説家のフランソワ・モーリアックは、ヴィーゼルが同書を出版してくれるフランスの出版社を探すのを手助けし、1958年、深夜叢書から178ページの『La Nuit』が出版され、1960年、ニューヨークのHill & Wangから116ページの翻訳版が『Night』として出版された。
本書は30言語に翻訳され、ホロコーストの文献として特に重要な作品の1つとされている。本書のどの部分までが事実であるかは定かではない。ヴィーゼルは本書を自身の体験をありのままに綴ったものとしているが、専門家は、本書を脚色のない事実の記述とみなすことに難色を示している。文芸評論家のルース・フランクリンは、イディッシュ語からフランス語への翻訳の際に行われた本文の削除によって、本書が怒りのこもった歴史的証言から芸術作品に変わってしまったと述べた。
本書は、『夜』、『夜明け』、『昼』の三部作の1つであり、日暮れから1日が始まるというユダヤ教の伝統に基づいて、ホロコーストの暗闇から光へのヴィーゼルの心境の移り変わりを表現している。ヴィーゼルは、「私は『夜』で、この出来事の終わりを示したかったのだ。人間も、歴史も、文学も、宗教も、神も、すべてが終わりを告げた。何も残らなかった。しかし、私たちは再び夜から始まるのだ」と述べている。

## 背景

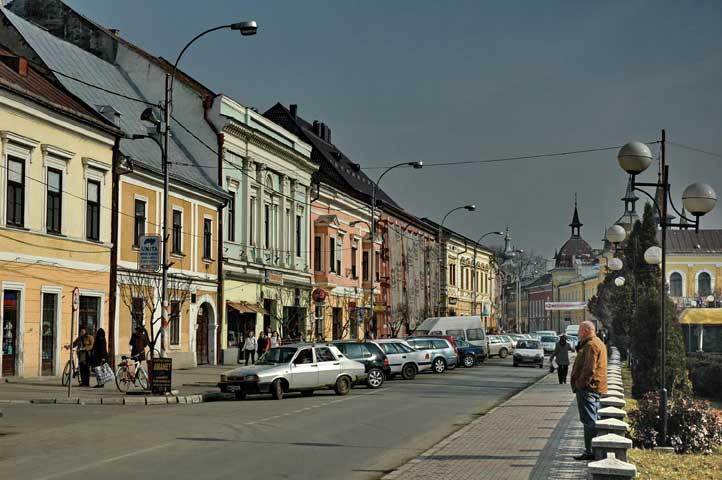
ルーマニア、トランシルヴァニア、シゲト（現在はシゲトゥ・マルマツィエイ、2009年）。

エリ・ヴィーゼルは1928年9月30日、北トランシルヴァニア（現在はルーマニア）のカルパティア山脈にあるシゲトの町で、小売商の父のChlomoと母のサラのもとに生まれた。ヴィーゼルの家族は、多くが正統派ユダヤ教を信仰する1万人から2万人規模のユダヤ人コミュニティで暮らしていた。1940年、北トランシルヴァニアがハンガリーに併合された。ユダヤ人に対する制限はその頃から存在していたが、本書の冒頭の1941年から1943年までの間は、ユダヤ系の住民は比較的穏やかに過ごしていた。
1944年3月18日土曜日の深夜、ナチス・ドイツがハンガリーに侵攻し、親衛隊中佐のアドルフ・アイヒマンがドイツ占領下のポーランドのアウシュビッツ強制収容所へのユダヤ系住民の移送を指揮するためブダペストに到着すると、事態は急変した。4月5日から、6歳以上のユダヤ人は10センチメートル四方のイエローバッジをコートまたはジャケットの左上に着用することを義務付けられた。ユダヤ人は所有する財産の価値を申告することを求められ、住居の移動、旅行、車・ラジオの所有、外国のラジオ放送の聴取および電話の使用を禁止された。ユダヤ人の著述家は書物の出版を禁止され、ユダヤ人の書籍は図書館から消され、ユダヤ人の公務員、ジャーナリスト、弁護士は職につくことを禁じられた。

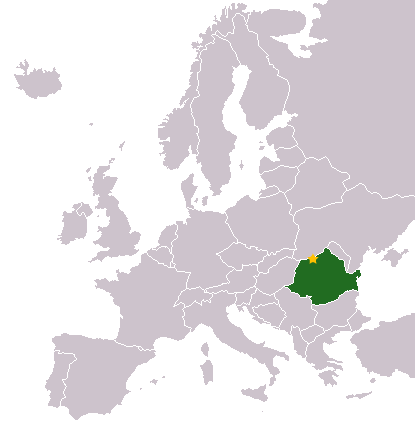
ルーマニア、シゲトゥ・マルマツィエイ

連合国がヨーロッパ解放計画を準備している間、1台あたり約3,000人を乗せた電車で、1日4回の頻度でハンガリーからアウシュビッツへの集団移送が開始された。1944年5月15日から7月8日にかけて、43万7,402人のハンガリー系ユダヤ人が147本の電車でアウシュビッツへ移送され、多くが到着直後にガス室に送られたと記録されている。移送の対象は、その大半がハンガリー首都のブダペスト外に住むユダヤ系住民であった。
5月16日から7月27日の間、13万1,641人のユダヤ人が北トランシルヴァニアから移送された。ヴィーゼルと彼の父・姉妹（姉のヒルダ、ベアと7歳のツィポラ）もこの移送に含まれていた。到着後、ユダヤ人はガス室と強制労働に振り分けられた。強制労働の対象者は左に送られ、ガス室送りの対象者は右に送られた。サラとツィポラはガス室へ送られた。ヒルダとベアは生き残ったが、一家離散となった。ヴィーゼルとChlomoは共にいることができ、強制労働とヴァイマール近郊のブーヘンヴァルト強制収容所への死の行進でも生き残った。Chlomoは、アメリカ陸軍の第6機甲師団が収容所を解放する3か月前の1945年1月、ブーヘンヴァルト強制収容所で死去した。

## あらすじ

### 堂守りのモシェ

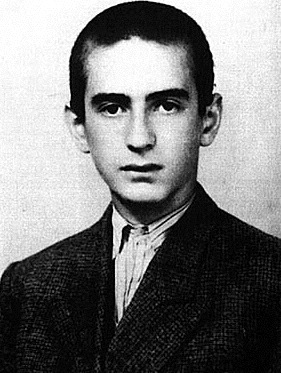
15歳のエリ・ヴィーゼル（1943年）。

『夜』は1941年のシゲトで始まる。語り手は、昼はタルムードで学び、夜は「神殿の破壊を嘆き悲しむ」正統派ユダヤ教の青年、エリである。父は認めていなかったが、エリはハシド派のshtiebel（祈りの家）の管理人である堂守りのモシェとカバラについて語り合う仲になった。
1941年7月、ハンガリー政府は、市民権を証明できないユダヤ系住民を国外追放した。モシェは家畜車でポーランドに送られた。モシェは逃げ出すことに成功し、彼はこれを「シゲトにいるユダヤ人を救うように」との神の啓示であると考えた。彼は町に戻り、自分が目撃したことを一軒一軒伝えて回った。
彼はシゲトの人々に、列車がポーランドを横断すると、列車はドイツ秘密警察のゲシュタポに引き渡され、ユダヤ人はトラックに移されて、コロミアの近くのガリツィアの森に連れて行かれ、穴を掘って首を差し出すよう指示され、銃殺されたこと、赤ん坊が空中に投げ出され、機関銃の標的にされたこと、また、3日かけて殺された3歳の少女のマルカ、自分の息子より先に殺されるよう懇願した裁縫師のトビー、足を撃たれて死んだことにされた自分のことを話した。しかし、シゲトのユダヤ人は聞く耳を持たず、モシェの目撃証言は無視されてしまった。

### シゲトのゲットー
1944年3月21日、ドイツ軍がシゲトに到着し、ユダヤ教の記念日である過越（同年4月8日から14日まで）の直後、コミュニティの指導者を逮捕した。ユダヤ人は金品を没収され、夜6時以降はレストランに出向いたり外出したりするすることを禁じられ、また常にイエローバッジを携行することを強制された。

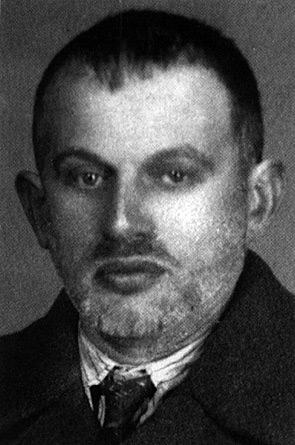
ヴィーゼルの父、Chlomo

親衛隊はユダヤ人を2つのゲットーのいずれかに移送し、それぞれにユダヤ人警察を任命するユダヤ人評議会を設置した。また、社会福祉の窓口、労働委員会、衛生省も設置された。エリの家は蛇通りの角にあり、町の中心部の大きなゲットーにあったため、ゲットーでない側の窓は板で塞がなければならないが、家族は共に過ごすことができた。
1944年5月、ユダヤ人評議会は、ゲットーが直ちに閉鎖され、住民は移送されると通告された。エリの家族は、最初はより小規模のゲットーに移送されたが、最終的な行き先は告げられず、少数の私物を持っていくことができることだけを知らされた。ハンガリー警察は、棍棒とライフル銃を持ってエリの隣人に道を歩かせた。

### アウシュビッツ

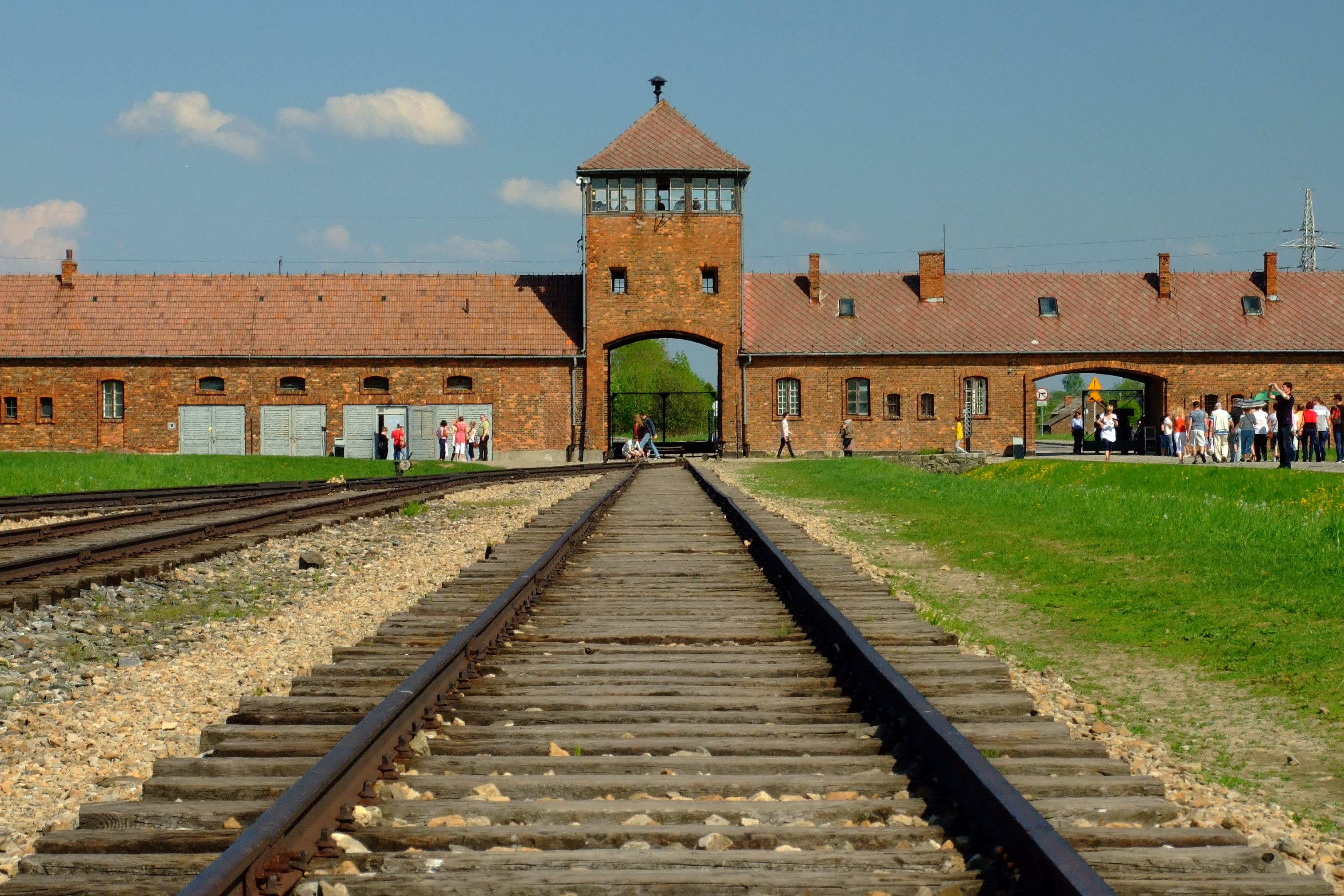
ドイツ占領下のポーランドのアウシュヴィッツ第二強制収容所ビルケナウ。門番所からガス室へと続く線路。

エリと家族は、満員の家畜車に乗せられた80人に含まれていた。3日目の夜、Madame Schächterが炎が見えると叫び始め、その場にいた別の人に殴られた。アウシュヴィッツの施設の絶滅収容所であるアウシュヴィッツ＝ビルケナウ強制収容所に到着すると、男女は別々に分けられた。エリと父は左（強制収容行き）へ、サラとヒルダとベア、ツィポラは右（ガス室行き）へ振り分けられた（ヒルダとベアは生き残った）。
『夜』の続きの部分では、エリの自分の父と別々にならないように、また見失うことすらないようにしようとする努力、衰弱する父を見たエリの悲しみと羞恥心、若いエリが父の世話をしなければならないという2人の関係性の変化、父がいることで自分の生存も危うくなっていることへの憤慨と罪悪感が描写される。エリの生きたいという思いが強くなるほど、彼の他人との絆が弱まっていく。
エリの人間への諦めの感情は、神への信仰を失っていく彼の心境の変化に表れている。1日目の夜、エリと父が列で待っているとき、エリは死んだ子供の遺体がトラックで運ばれていくのを目撃した。エリの父がユダヤ教における死者への祈りである頌栄（カッディーシュ）を唱えているとき、彼は、ユダヤ人の長い歴史の中で死者への祈りを自分自身で唱えた人がいるどうか分からないと書いている。エリは電気柵から飛び降りようとした。すると、エリと彼の父はもとのバラックに戻るよう命令されたが、エリの心はすでに折れていた。

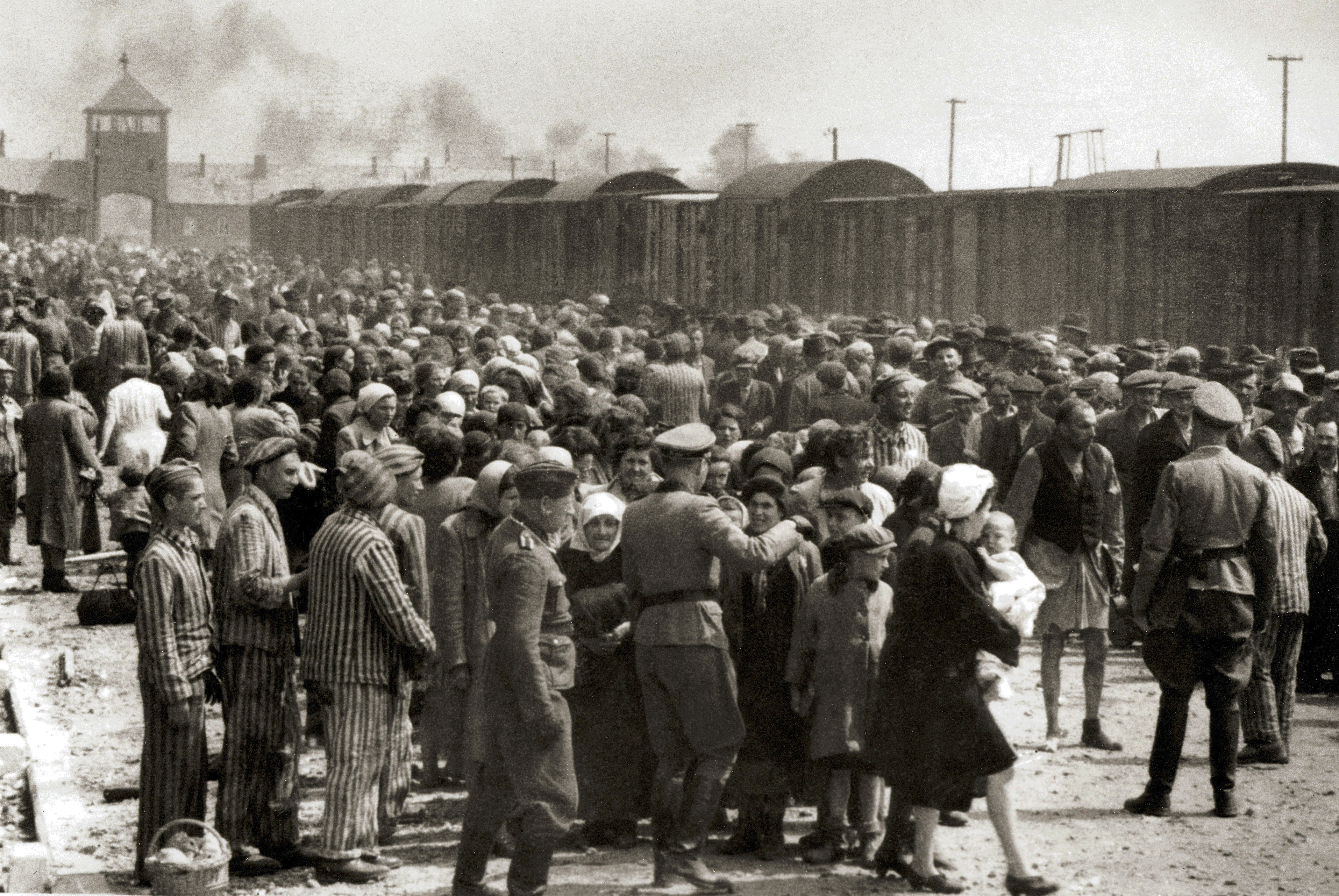
ハンガリー系ユダヤ人がアウシュヴィッツ＝ビルケナウ強制収容所に到着（1944年5月）

### ブナ
1944年ごろ、エリと彼の父はビルケナウからモノヴィッツ（ブナまたはアウシュヴィッツ第3強制収容所とも）に移された。エリと父の生活水準は、暴力から自分で身を守らなければならず、食料も探さなければ手に入らないレベルに低下した。唯一の楽しみは、アメリカ軍による収容所の爆撃であった。この時点では、エリの神への信仰心はまだ完全には失われていなかった。収容所の囚人が、子供が絞首刑に処される光景を見るよう強制されたとき、エリは誰かが「神はどこにいるのか？」と問うのを聞いた。子供の体重は首がちぎれるほど重くはなく、子供はゆっくりと死んでいった。ヴィーゼルは、彼の舌がまだピンク色で、目が澄んでいるのを見ながら彼の前を通り過ぎた。
Fineは、これが『夜』の中核となる出来事であると述べた。その後、囚人はユダヤ暦の新年祭のローシュ・ハッシャーナーを祝ったが、エリは参加する気になれなかった。

### 死の行進

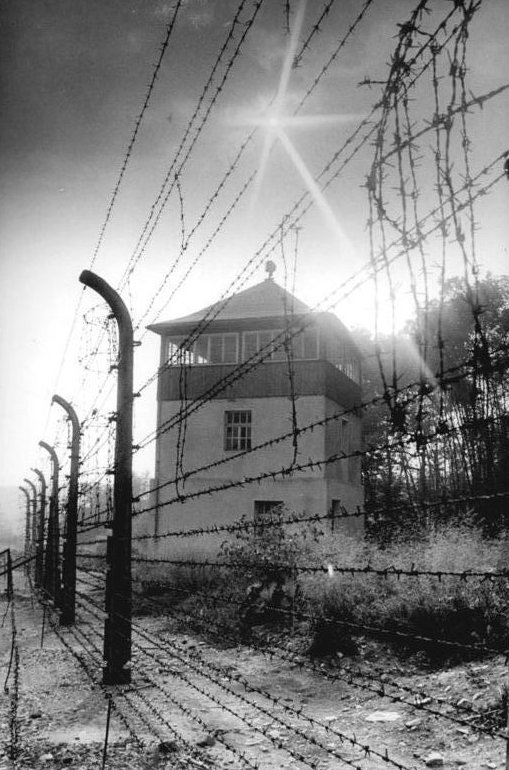
ブーヘンヴァルト強制収容所

1945年1月、赤軍の進撃に伴い、ドイツ軍は6万人の囚人を死の行進でドイツの強制収容所に連れて逃げることに決めた。エリと父は、グリヴィツェまで行進させられ、そこから貨物列車でアウシュビッツから563キロメートル離れたドイツのワイマール近郊にある収容所、ブーヘンヴァルトに連れて行かれた。
64キロメートル行進して格納庫で休憩しているとき、 Rabbi Eliahouは自分の息子を見た者がいないか尋ねた。Rabbiと息子は3年間、「苦しいときも、殴られているときも、パンの配給のときも、祈りのときも、いつもそばで」一緒に行動していたという。しかし、人ごみの中で息子を見失ったため、雪の中を掻き分けて息子の亡骸を探していた。エリは、Rabbiの息子が自分の父が足を引きずっているのに確かに気づいていたし、息子が走って父との距離を広げようとしていたということを告げることはしなかった。
囚人は、グリヴィツェの満員のバラックで、食料も水も暖炉もなしに、夜は他の囚人の上に折り重なって寝て2日間を過ごした。朝目が覚めると、下敷きになった囚人は死んでいた。さらに駅まで行進し、屋根のない家畜車に乗り込んだ。降り積もった雪から得た水だけを頼りに、日中も夜間も10日間移動した。エリの輸送車に乗せられた100人のうち、生き残ったのは12人であった。生き残った者は、死体を線路に投げ捨てて空間を確保した。

### ブーヘンヴァルト、解放へ

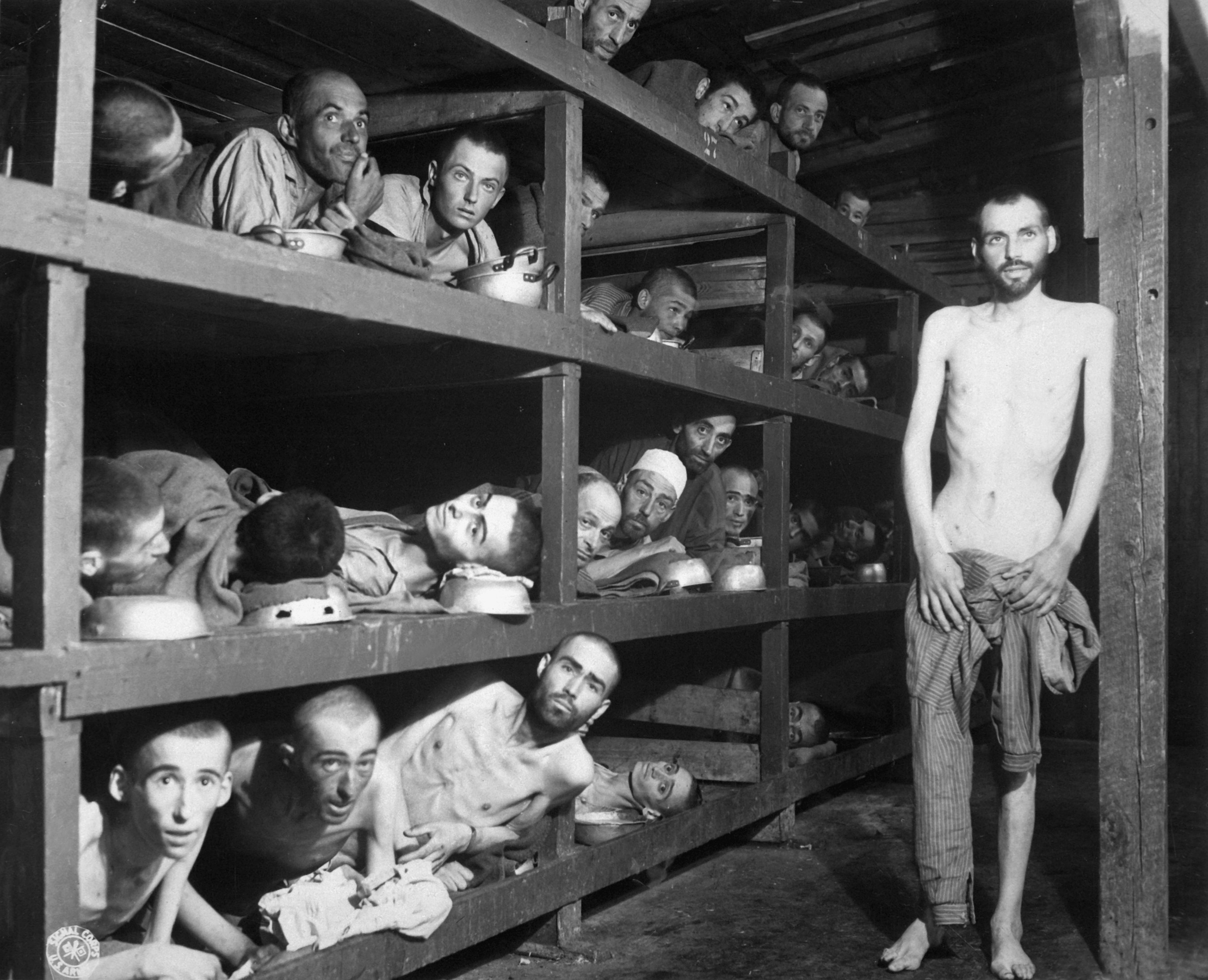
ヴィーゼルは2段目、左から7人目（ブーヘンヴァルト、1945年4月16日）

## 著述と出版

### フランスへの移住

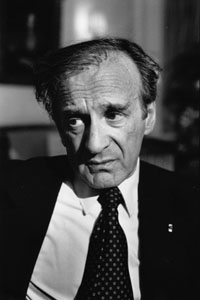
エリ・ヴィーゼル（1987年）

ヴィーゼルは解放後、パレスチナへの移住を希望したが、イギリスの移民制限のため、児童救護サービス（Oeuvre au Secours aux Enfants）によってベルギーへ、そしてその後ノルマンディーへ送られた。ノルマンディーで、ヴィーゼルは姉のヒルダとベアが生きていたことを知った。ヴィーゼルは1947年から1950年までパリ大学でタルムード、哲学、文学を学び、実存主義の影響を受け、ジャン＝ポール・サルトルとマルティン・ブーバーの講義に出席した。ヴィーゼルはヘブライ語の教師としても活動し、イディッシュ語の週刊誌『Zion in Kamf』で翻訳者として働いた。1948年、19歳のとき、ヴィーゼルはフランスの新聞社『L'arche』によって従軍記者としてイスラエルに派遣され、大学を卒業してからは、テルアビブの新聞社『イェディオト・アハロノト』の海外特派員となった。

### 1954年:『そして世界は沈黙を守った』
ヴィーゼルは1979年に、今まで10年間自分の経験を誰にも話したことがないと記している。1954年、ヴィーゼルはフランスの首相ピエール・マンデス＝フランスに取材するため、マンデス＝フランスの友人である小説家のフランソワ・モーリアックに仲介を依頼した。ヴィーゼルは、モーリアックが常にイエスの名前を挙げていたと記している。
ヴィーゼルは、ユダヤ人コミュニティにおけるキリスト教宣教師について取材するため乗っていたブラジル行きの船で原稿の執筆に取り掛かり、ブラジルに着くころには862ページの原稿を書き上げていた。ヴィーゼルは船上で、イディッシュ語の本の出版社を経営していたMark Turkovと旅行中であったイディッシュの歌手Yehudit Moretzkaと出会った。Turkovは、自分がヴィーゼルの原稿を読んでもいいか尋ねた。誰が出版された本文を編集したのかは不明である。ヴィーゼルは『All Rivers Run to the Sea』（1995年）で、Turkovに1つしかない自分の原稿を渡したが返してもらえなかったと書いているが、一方で「（自分が）もとの862ページの原稿を出版されたイディッシュ語版の245ページにまで減らした」とも書いている。
Turkovのアルゼンチン・ポーランド系ユダヤ人中央連合（Tzentral Varband für Polishe Yidn in Argentina）は1956年、本書をブエノスアイレスで245ページの『そして世界は沈黙を守った』（און די וועלט האָט געשוויגן; Un di velt hot geshvign）として出版した。本書は、176巻に及ぶイディッシュ語のポーランドと戦争についての回顧録のシリーズ『ポーランドのユダヤ文化』（Dos poylishe yidntum、1946年–1966年）の117巻目の書籍である。ルース・ウィッセは、『そして世界は沈黙を守った』は「highly selective and isolating literary narrative」として、生存者が死者への追悼として書いた本シリーズの他の書籍とは一線を画す一冊であると記している。

### 1958年:『La Nuit』
ヴィーゼルは『そして世界は沈黙を守った』をフランス語に翻訳し、1955年、原稿をモーリアックに送った。モーリアックの助けを借りても、出版に応じる出版社を見つけるのは困難を極めた最終的に、サミュエル・ベケットの出版社である深夜叢書のジェローム・ランドンが同書の出版に応じた。ランドンは原稿を編集して178ページにまとめた。本のタイトルにはランドンが選んだ『La Nuit』が採用され、モーリアックが序文を書き、Chlomo、Sarah、Tziporaに捧げられた。

### 1960年:『Night』

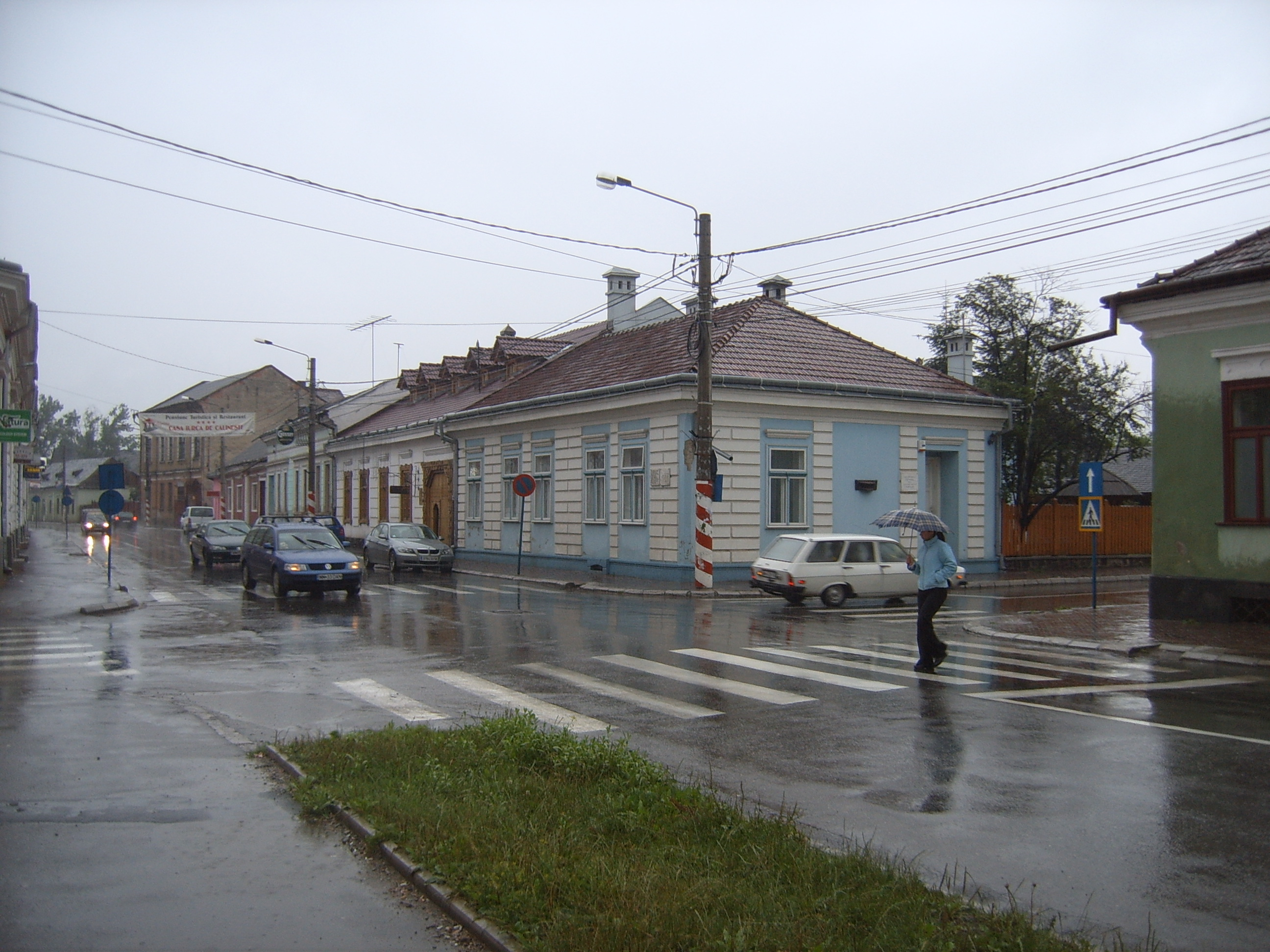
シゲトのヴィーゼルの出生地（2007年に撮影）

ヴィーゼルのニューヨークのエージェントであるジョージズ・ボルヒャルトも、アメリカで出版社を見つけるのに苦労した。1960年、Hill & WangからStella Rodwayによる116ページの英訳版が『Night』として出版された。出版から18か月間は、3ドルで1,046部が売れ、最初の印刷部数である3,000部が売れるのに3年かかったが、評論家からの関心を集め、テレビインタビューを受けたり、ソール・ベローなどの文学関係者との会談が開かれたりするようになった。
1997年時点で、『Night』はアメリカで年間30万部の勢いで売れていた。2011年までに、本書はアメリカ国内で600万部販売され、30の言語に翻訳されている。本書がOprah's Book Clubに選ばれると、売り上げは増加した。マリオン・ウィーゼルによる新訳版とヴィーゼルの新しい序文で再刊され、ペーパーバックのノンフィクション部門で2006年2月13日から18か月間ニューヨーク・タイムズのベストセラーリストで1位に輝いたが、大部分の売り上げが小売販売ではなく教育目的の購入によるものであったことが判明すると、ニューヨーク・タイムズは本書をリストから除外した。本書はOprah's Book Club史上発行数3位のベストセラーとなり、Oprah's Book Club版は2011年5月時点で200万部以上が販売されている。

## 反響

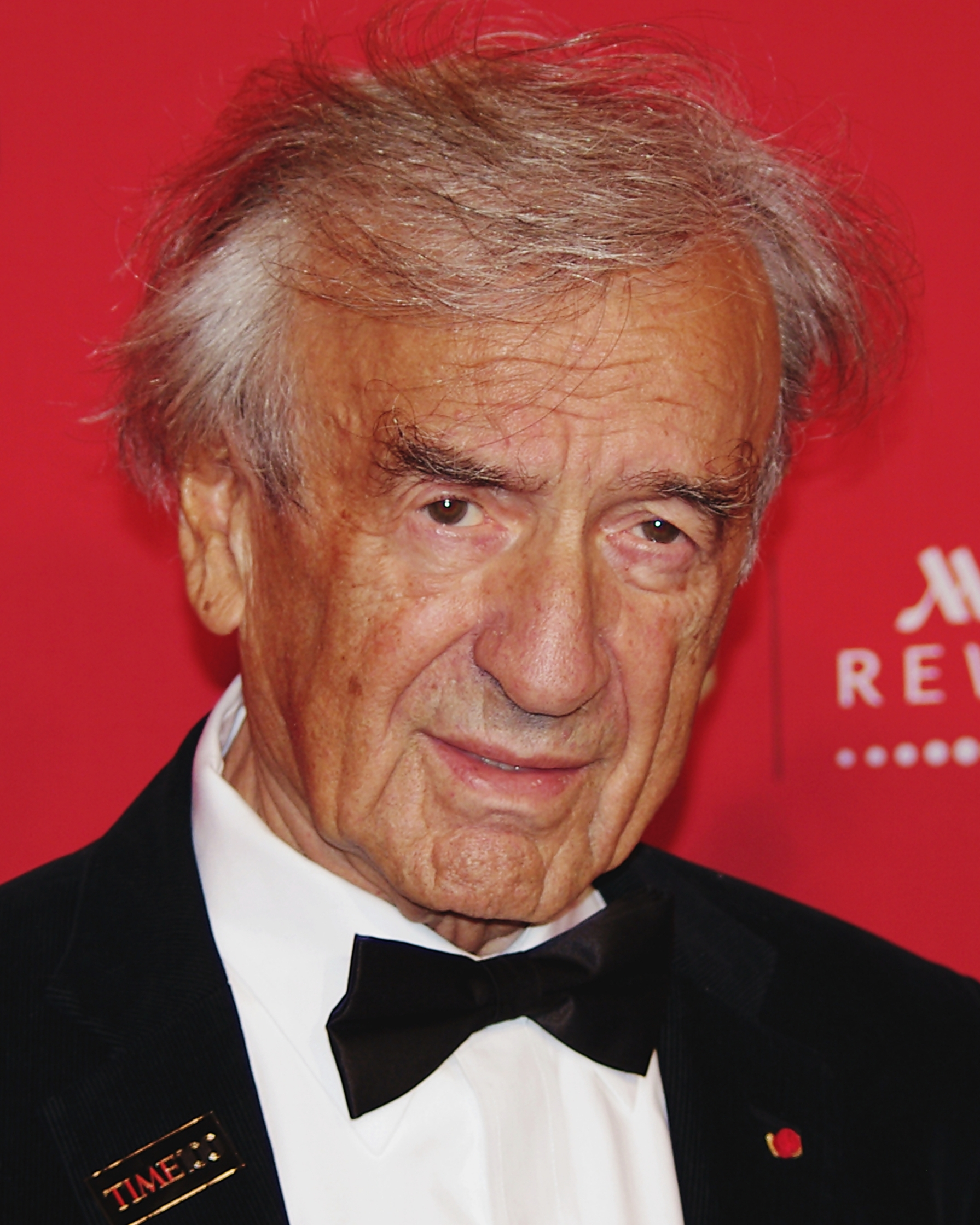
エリ・ヴィーゼル（2010年5月）

評論家は、『夜』を事実をありのままに記述した歴史書として読むことに難色を示している。文学者のゲイリー・ワイズマンによると、本書は「小説・自伝書」、「自伝的小説」、「ノンフィクション小説」、「セミフィクションの回想録」（semi-fictional memoir）、「フィクションの自伝的小説」（fictional-autobiographical novel）、「フィクション化された自伝的回想録」（fictionalized autobiographical memoir）、「回想録・小説」（memoir-novel）に分類される書籍であるという。エレン・ファインは、本書を「témoignage」（証言）と呼んだ。なお、ヴィーゼルは本書を自身の証言そのものであるとしている。
文芸評論家のルース・フランクリンは、『夜』の反響はそのミニマリスト的な構成によるものだと述べている。1954年に出版された862ページのイディッシュ語の原稿は、長大で怒りのこもった歴史書であったが、イディッシュ語版とフランス語版を出版するにあたり、本文が編集者によってばっさりと削除された。フランクリンは、叙述の力は事実をありのままに表現することを犠牲にして得られるものであり、事実を単純に記述することにこだわると、本書の文学作品としての洗練度を無視することになると主張した。同様に、ホロコースト研究者のローレンス・ランガーは、ヴィーゼルは単に事実を説明しようとしているのではなく、読者の感情を呼び起こそうとしているのであると主張した。
フランクリンは、『夜』を、当時15歳のエリが見たものを25歳の彼が書き表した「セミフィクションの構造物」（semi-fictional construct）であると表現している。これにより、15歳のエリが、物語をホロコーストが起きたあとの時代の『夜』の読者の視点から語ることができるようになっている。イディッシュ語版とフランス語版の比較分析で、ユダヤ文化の教授のナオミ・シードマンは、ヴィーゼルの文章にはイディッシュ語版とフランス語版で2人の別の生存者がいると結論づけた。シードマンによると、『Un di Velt Hot Geshvign』を単に翻訳するのではなく書き直したために、生存者が「ナチスがユダヤ人に行ったことに対する反論として証言する人物」から「死に取り憑かれ、神に対して抗議する人物」に変わってしまい、『夜』がホロコーストを宗教的な出来事に変えてしまったという。
シードマンは、イディッシュ語版は復讐の物語を読みたいユダヤ人の読者向けであり、多くがキリスト教信者であるフランス語版の読者に配慮して、イディッシュ語版にあった怒りの表現はフランス語版では削除されていると指摘している。その例として、ブーヘンヴァルト強制収容所が解放された場面で、イディッシュ語版では「次の日の早朝、ユダヤ人の少年たちはワイマールへ走り去って行き、衣類やじゃがいもを盗み、ドイツ人のシクサを強姦して回った」という文があるが、1958年のフランス語版と1960年の英語版では、この文は「次の日の朝、数人の若い男たちがワイマールに行ってじゃがいもや衣類を手に入れ、女性と一夜を過ごした」に変更されている。
オプラ・ウィンフリーによる『夜』の推薦は、前book-club authorのジェームズ・フライが自伝書『ア・ミリオン・リトル・ピーシズ』（2003年）で事実の捏造を行なっていたことが発覚したこともあり、自伝文学の分野にとって厳しい時期になされたものであるとフランクリンは述べている。フランクリンは、ウィンフリーが『夜』を推薦する書籍に選んだのは、book clubの威信を取り戻すためであったかもしれないと述べている。
ヴィーゼルは、1967年、20年ぶりにレベ（ハシディズムのラビ）を訪問した。レベはヴィーゼルが作家となったことに動揺しており、何を書いているのか尋ねた。ヴィーゼルは、「Stories, ... true stories」と答えた。